# Pfarrkirche Hausleiten

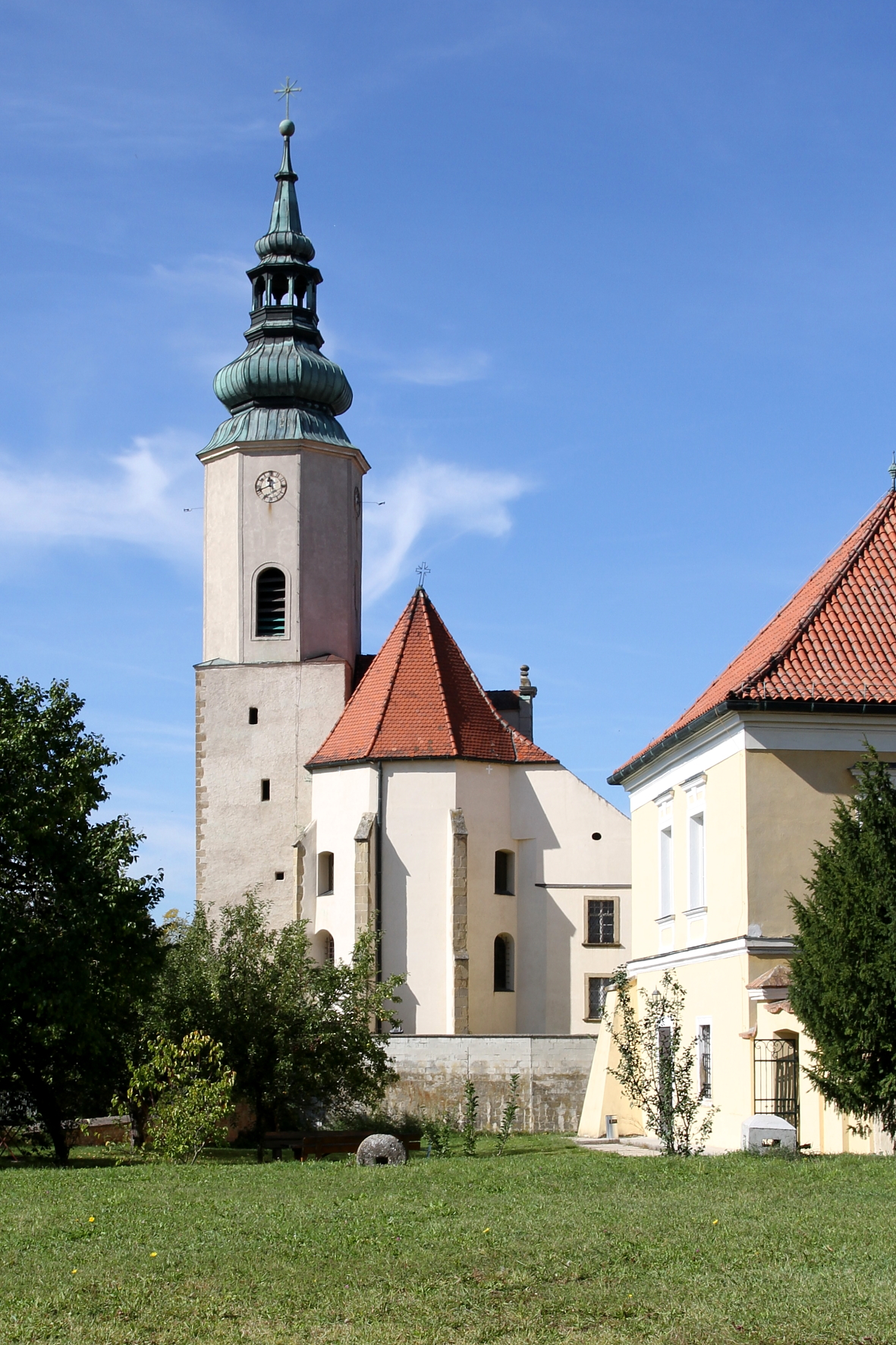
Pfarrkirche St. Agatha zu Hausleiten

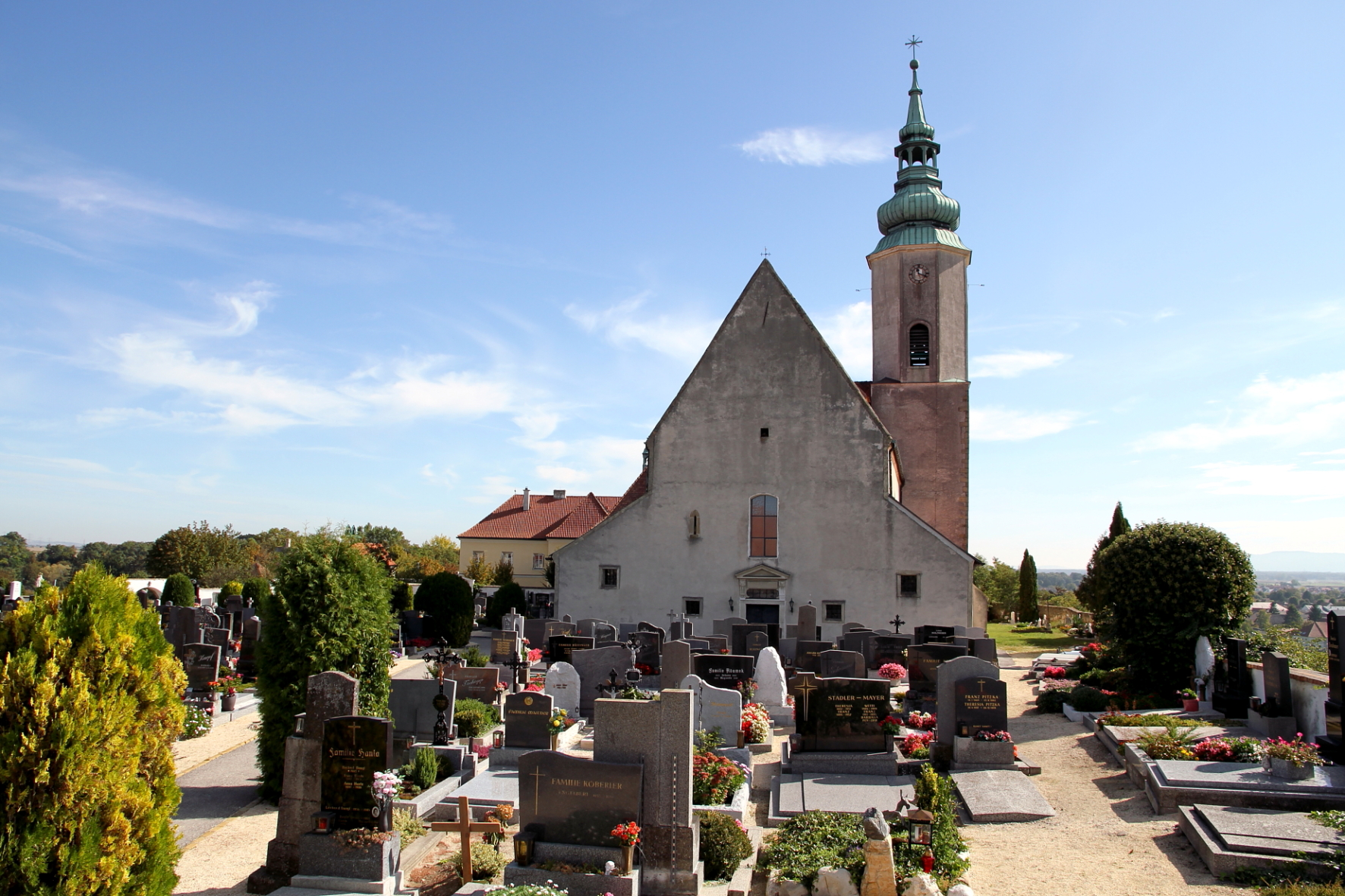
Westansicht der Pfarrkirche

Die römisch-katholische Pfarrkirche St. Agatha  in der Kirchenstraße 41 der niederösterreichischen Marktgemeinde Hausleiten ist eine barocke dreischiffige Basilika. Sie gehört zum Dekanat Stockerau und steht unter Denkmalschutz.

## Geschichte
Die Diözese Passau, von Bonifatius 739 reorganisiert, war zur Zeit des Heiligen Römischen Reichs mit 42.000 km² das größte Bistum und dehnte sich über Wien bis Ungarn aus. Zum „Donaubistum“ gehörte auch das heutige Pfarrgebiet von Hausleiten. Das Jahr der Gründung der Pfarre St. Agatha (auch St. Aythen) kann nicht genau festgelegt werden, fällt aber in die Zeit um 900, als bayerische Mönche dieses Gebiet kolonialisierten und missionierten. Auch das alte Patrozinium „St. Agatha“ weist auf Bayern hin. Viele Umstände lassen darauf schließen, dass zum Zeitpunkt des Todes des Passauer Bischofs Pilgrim im Jahre 991 die Seelsorge im Gebiet um Hausleiten geordnet war und zu dessen Lebzeiten die Kirche St. Agatha auf dem Wagram bereits gestanden hat.
Aus der Lage der Kirche und ihrer urkundlichen Beziehung zum Ort kann man folgern, dass sie das erste und – lange Zeit – einzige Gebäude auf diesem Teil des Wagrams gewesen ist. Der Name „Hausleiten“ taucht erst Anfang des 14. Jahrhunderts auf, aber schon früher – z. B. 1189 – wird von einem „Albertus, decanus st. agatha“ berichtet. Später kam zu „St. Agatha“ noch die Beifügung „auf dem Wagram“ dazu. Bei der Namensgebung war also zuerst immer nur von der Kirche die Rede, dann wurde der genaue Standort beigefügt, erst relativ spät taucht der Ortsname auf, anfangs wieder unter Beifügung der Kirchenpatronin („Hausleiten bei St. Agatha“). Bereits im 10. Jahrhundert trat die „St. Agatha-Kirche auf dem Wagram“ als Hauptkirche dieses Gebietes an die Stelle der St. Michaels-Kirche. Diese – im später verschollenen Kirchheim Neuaigen gelegene – ursprünglich älteste Kirche war oft ein Opfer der Donauüberschwemmungen geworden und lag auch nicht zentral. In der Folge entwickelte sich die Kirche in Hausleiten zum Zentrum (Urpfarre) eines riesigen Seelsorgebezirkes, der im Norden bis Schöngrabern reichte. Ursprünglich waren vierzehn Filial-Kirchen und Kapellen nach St. Agatha gepfarrt, darunter z. B. Schöngrabern, Hollabrunn, Göllersdorf, Sierndorf, Stetteldorf, Neuaigen.
Das älteste pfarrliche Grundbuch stammt aus der Zeit um 1324. Danach hatte der Bischof von Passau in Hausleiten 38 Untertanen, der Pfarre gehörten 28 Häuser und eine Mühle. 1350 wurde erstmals die Pfarrschule erwähnt. Am Platz vor der Kirche wurde über Jahrhunderte der Wochenmarkt abgehalten. 1544 blieb der Ort trotz Reformationswirren und den protestantischen Grafen Hardegg katholisch. 1590 hatte Hausleiten 65 Häuser, wovon 49 dem Bischof gehörten, zehn dem Pfarrer, zwei der Kirche und vier den Grafen Hardegg. 1679 wütete die Pest in Hausleiten, an die auch das Pestmarterl von 1713 erinnert.
1758 ließ Dechant Gschellhammer den Pfarrhof samt Nebengebäuden erbauen, 1770 stifteten Richter und Bürger des Orts die Kreuzwegbilder. Im Siegel der Stiftungsurkunde erschien erstmals das Motiv des Marktwappens. 1783 kam die Pfarre zur neugegründeten Diözese Wien.

## Beschreibung
An romanische Baureste (um 1100) fügte man zwischen 1250 und 1270 das Mittelschiff und das nördliche Seitenschiff mit einer flachen Holzdecke und frühgotischen Fenstern an. Die Kirche wurde zur dreischiffigen frühgotische Basilika. 1499 wurde die flache Holzdecke durch das jetzige Tonnengewölbe ersetzt. Die Seitenschiffe wurden um ein Joch nach Osten verlängert und erhielten ein Kreuzrippengewölbe. Die frühgotischen Fenster waren dadurch funktionslos und wurden zugemauert (sie wurden bei der letzten großen Renovierung an der Nordseite freigelegt). Auch der gotische 44,5 m hohe unten viereckige, im oberen Teil achteckige Turm wurde errichtet. Nach 1500 wurde der spätgotische Altarraum angebaut. Um 1602 ließ Pfarrer Hennion rechts unter dem Hochaltar eine Gruft erbauen, in der er und seine Angehörigen sowie Graf Carl von Hardegg u. a. beerdigt wurden. Der Zugang von außen ist heute vermauert. Insgesamt werden 14 Grabstellen – im Inneren der Kirche erwähnt.

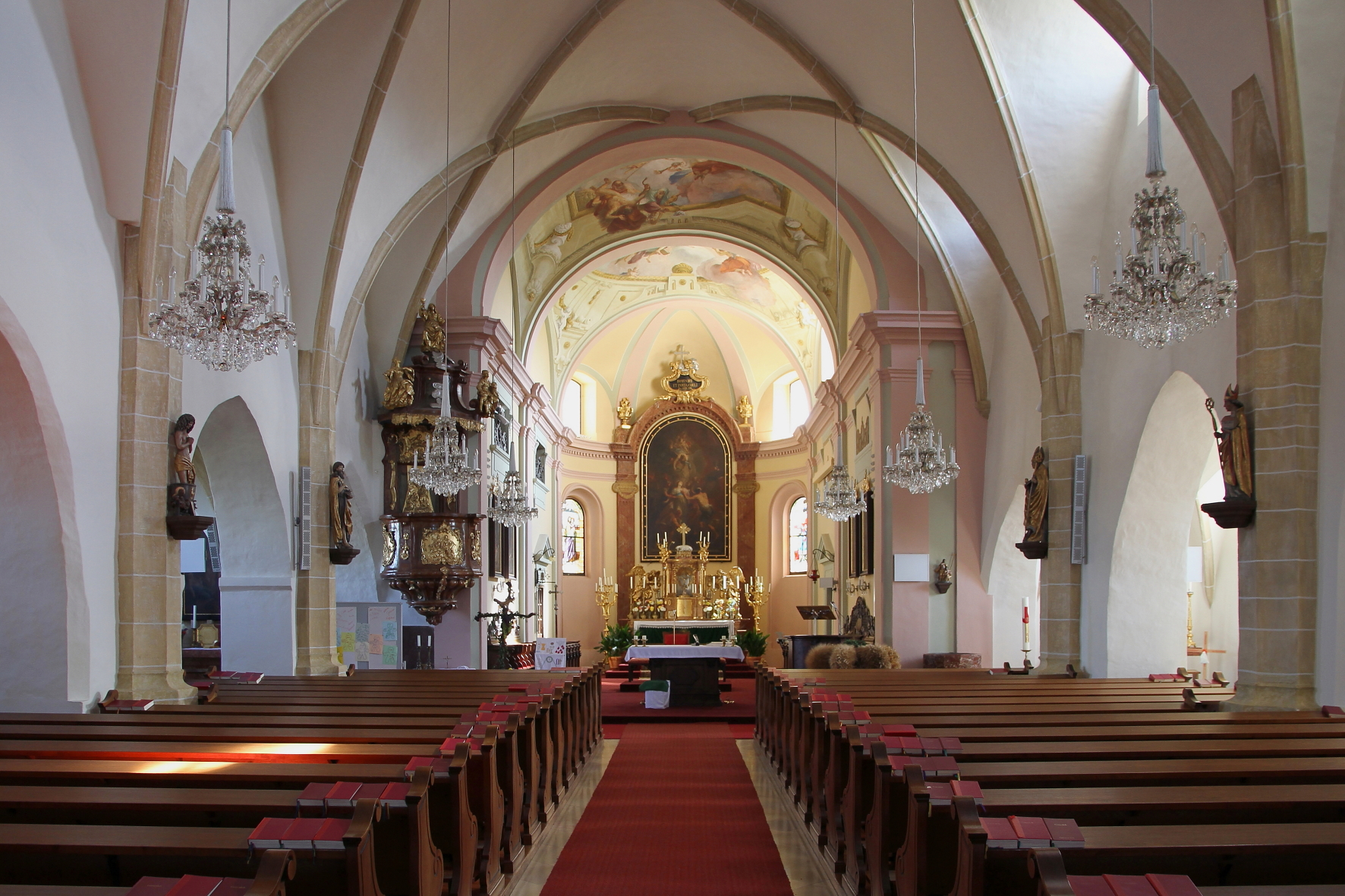
Innenansicht Richtung Hochaltar

Pfarrer Gschelhammer ließ 1774 den Pfarrhof neu errichtet und die Alosiuskapelle als Verbindung zwischen der Kirche und diesem errichtet. Gleichzeitig wird die Kirche vom Kremser Schmidt barockisiert. Sein Nachfolger, Dechant Müller, ließ die hohen gotischen Fenster zumauern, das alte gotische Gewölbe abreißen und in die jetzige barocke Form bringen, sowie mit den zwei Kuppelfresken vom Kremser Schmidt versehen (1785). Müller reduzierte auch die sechs Seitenaltäre auf zwei (Kreuz- und Marienaltar). Es folgten (z. B. 1850) mehrmals Renovierungen und kleine Umgestaltungen, teilweise dem jeweiligen Zeitgeschmack entsprechend, z. B. durch neugotische Seitenaltäre. In den Jahren 1972 bzw. 1977 wurde die Kirche renoviert. Die letzte tiefgreifende Restaurierung fand 2007/08 unter Pfarrer Peter Janousek statt: Es wurden die Orgel, die gesamte Kirche und die Fresken im Altarraum renoviert.
Die Orgel aus 1930 mit 25 Registern wurde von Franz Capek gebaut.